# Michail Nikiforovič Katkov
Michail Nikiforovič Katkov (rusky Михаи́л Ники́форович Катко́в; 1. listopadujul./ 13. listopadu 1818greg. Moskva – 20. červencejul./ 1. srpna 1887greg., Podolskský ujezd, Moskevská gubernie, Ruské impérium) byl ruský publicista a literární kritik, obhájce vlády a teokracie.

## Životopis
Katkov náležel v letech čtyřicátých v Moskvě k studentskému kroužku Stankevičovu, v němž se spřátelil s Bělinským a Bakuninem, za redaktorství Bělinského zahájil svou publicistickou činnost. Koncem let třicátých byl pod vlivem Hegelovým, jehož však brzy nahradil Schellingem, a to Schellingem pozdějšího období; poslouchal ho v Berlíně (1840–1841). Pod vlivem Schellingovým Katkov přijal brzo, již 1840, za svůj program tři velká slova ministra Uvarova: „Pravoslaví-samoděržaví-lidovost“. Reakce po roce 1848 zbavila ho roku 1850 profesury filozofie a Katkov se stal publicistou.